# Dvorec Brinje (Seittenhoff)
Dvor Brinje (nemško seittenhoff) stoji v naselju Grosuplje v občini Grosuplje.

## Zgodovina
Dvorec Brinje je bil zgrajen v začetku 16. stol. Zgradili so ga plemiči Lambergi iz Boštanja. Bil je fevd deželnega kneza. Desetletje kasneje po letu 1637 je lastnica Sidonija pl. Jurič in njen sin Volf Karel, ki je bil povzdignjen v boronski stan. Dvorec je potem že leta 1641 spet v lasti Lambergov (Adama pl. Lamberga, ki ga je dal v zakup Mihaelu Tauffererju. Leta 1654 je bil najemnik dvorca Gottfried pl. Gall, ki ga je kasneje odkupil. Nasledil ga je sin Franc Bernard pl. Gall, ki je umrl leta 1675. Preko vdove je dvor potem prešel na Janeza Andreja pl. Gandini-ja, ki je bil lastnik v času Valvasorja. Leta 1692 je dvorec Brinje, tako kot grad Čušperk kupil Janez Herbert grof Turjaški, ki pa v dvorcu ni nikoli bival. Dvorec je nato leta 1723 kupil Sigfrid pl. Pour, katerega potomci so dvorec imeli v lasti do konca 19. stoletja. V drugi polovici 18. stoletja je bil pri vitezih Pourih oskrbnik Pavel Janeshitsch (Janežič). Leta 1894 sta dvorec kupila trgovec Franc Hren iz Ljubljane in gostilničar iz Velikih Lašč Matija Hočevar, a sta ga že naslednje leto prodala Ignacu Valentičiču.  
Dvor je danes še ohranjen vendar močno predelan.